# The Trials of Van Occupanther
The Trials of Van Occupanther è il secondo album in studio del gruppo musicale folk rock statunitense Midlake, pubblicato nel 2006.

## Tracce
Testi e musiche di Tim Smith.
1. Roscoe – 4:49
2. Bandits – 4:04
3. Head Home – 5:45
4. Van Occupanther – 3:15
5. Young Bride – 4:56
6. Branches – 5:02
7. In This Camp – 5:46
8. We Gathered in Spring – 3:33
9. It Covers the Hillsides – 3:14
10. Chasing After Deer – 2:42
11. You Never Arrived – 1:45

Tracce aggiuntive edizione europea
1. Mornings Will be Kind
2. Marion
3. It Covers The Hillsides (alt version)
4. Paper Gown

## Formazione
- Tim Smith - voce, piano, tastiere, chitarre, flauto
- Eric Pulido - chitarre, cori, tastiere
- Eric Nichelson - tastiere, piano, chitarre
- Paul Alexander - basso, contrabbasso, chitarre, tastiere, piano
- McKenzie Smith - batteria, percussioni